# NGC 7838
NGC 7838 је спирална галаксија у сазвежђу Рибе која се налази на NGC листи објеката дубоког неба.
Деклинација објекта је + 8° 21' 7" а ректасцензија 0h 6m 53,9s. Привидна величина (магнитуда) објекта NGC 7838 износи 14,6 а фотографска магнитуда 15,5. NGC 7838 је још познат и под ознакама MCG 1-1-36, CGCG 408-34, ARP 246, PGC 525.